# Четвертитоновый кларнет
Четвертитоновый кларнет — экспериментальная модель кларнета, предназначенная для исполнения музыки, в которой используются четвертитоновые интервалы.
Опытный музыкант может извлечь четвертитона и на обычном кларнете, используя специальную аппликатуру, однако её применение затруднительно в быстром темпе, к тому же чистота интонирования сильно зависит от конкретного инструмента. Чтобы решить эти проблемы, немецкий музыкальный мастер из Маркнойкирхена Фриц Шюллер (1883—1977) в 1933 году создал особую модель кларнета. Этот инструмент состоит из двух параллельных трубок с общим мундштуком и раструбом. Трубки (одна из которых чуть длиннее другой) по сути представляют собой два кларнета, настроенных на четверть тона ниже и выше, чем обычный инструмент. Объединённая система клапанов управляет высотой звука на обеих трубках, а для быстрого переключения между ними в верхней части инструмента предусмотрен особый вентиль.
Несмотря на то, что ряд композиторов написали сочинения для этого инструмента, четвертитоновый кларнет не получил широкого распространения и сейчас почти не применяется.

## Произведения для четвертитонового кларнета
- Виктор Ульман — Соната для четвертитонового кларнета и четвертитонового фортепиано (1936)
- Алоис Габа — Две сюиты для четвертитонового кларнета и четвертитонового фортепиано (1925, 1943), партии четвертитоновых кларнетов также есть в его опере «Мать»
- Эдисон Денисов — Соната для кларнета соло (1972). Несмотря на применение в этом сочинении четвертитоновых интервалов, оно обычно исполняется на обыкновенном кларнете.